# Nordland (tidning)
Nordland var en svensk nynazistisk tidning som publicerades under senare hälften av 1990-talet. Den gavs ut av Peter Rindells förlag 88 Musik AB med stöd av Stockholms stad. Tidningen kom ut i femton nummer innan utgivningen upphörde.
Nordland kan ses som en direkt arvtagare till de enklare tidningarna Blod & Ära och Storm och imponerade med sitt påkostade utförande när den kom ut med sitt första nummer; man hade fått 20 000 kronor av Stockholms stad för utbildning i datorstödd tidningsproduktion och 16 000 till datorinköp. I det nazistiska nyhetsbrevet Stormalarm annonserades Nordland som den direkta arvtagaren till Blod & Ära.
Genom omstruktureringar, inköp av ny medieutrustning och distributionsavtal med olika organisationer på högerkanten vann Nordland stort gehör inom Vit makt-scenen. Första numret kom ut i januari 1995; retoriken var nedtonad i jämförelse med andra nazistiska publikationer. Målgruppen var tydligt ungdomar som inte haft mycket kontakt med den nationalsocialistiska rörelsen tidigare. Ett par månader efter första numret utökades redaktionen, som då kom att bestå av "Nitton" från Midgårds Söner, ansvarige utgivaren Bart Alsbrock, tidigare medlem i amerikanska musikgruppen Bully Boys, Mattias "Matti" Sundquist, sångare i musikgruppen Svastika, Marcel Schilf, ägare av danska NS88, Thomas Lindquist, ägare av Svea Musik och Greg Reemers, fransk naziaktivist. Dessutom medverkade George Eric Hawthorne från tidningen Resistance i USA. Bland medarbetarna fanns även Dan Berner.
Upplagan låg runt 15 000 exemplar. De hade en omfångsrik försäljning av olika varor, producerade av bolaget Mera Märken i Sävedalen. Tidningen lades ner efter det 15:e numret 1999. Nordlands ledning gick därefter upp i Svenska Motståndsrörelsen.

### Fotnoter
1. 1 2  Expo: Imperiet Nordland Arkiverad 26 augusti 2010 hämtat från the Wayback Machine.
2. 1 2  Vitt oljud - nordiskt mörker